# Hróarstindur
Hróarstindur är en bergstopp i republiken Island. Den ligger i regionen Västlandet, 40 km norr om huvudstaden Reykjavík. Toppen på Hróarstindur är 775 meter över havet.
Trakten runt Hróarstindur är nära nog obefolkad, med mindre än två invånare per kvadratkilometer. Närmaste större samhälle är Borgarnes, nära Hróarstindur. Trakten runt Hróarstindur består i huvudsak av gräsmarker.